# استیفن اومال
استیفن اومال (انگلیسی: Stephen of Aumale; ۱ ژانویهٔ ۱۱۰۰) آریستوکراسی (طبقه) اهل فرانسه و کنت اومال از ۱۰۸۹ تا سال ۱۱۲۷ بود.